# 常福街道
常福街道是中华人民共和国江苏省苏州市常熟市下辖的一个街道办事处。
2017年11月21日，江苏省人民政府批复同意撤销虞山镇。以原虞山镇所辖丁坝、谢桥、绿地、大义、景泰、碧海、新义、怡馨、游文、珠海10个居委会和合丰、联盟、顶山、永红、常福、新红、毛桥、明晶、勤丰、翻身、福圩、方浜、小山、五新、常隆、中泾、蜂蚁、小义、东联、压路机、光明21个村委会区域设立常熟市常福街道。常福街道办事处驻顶山村委会境内，办公地址为联丰路58号。

## 行政区划
常福街道下辖以下村级行政区划单位：
丁坝社区、谢桥社区、大义社区、绿地社区、景泰社区、碧海社区、新义社区、怡馨社区、游文社区、珠海社区、联盟村、合丰村、顶山村、毛桥村、明晶村、勤丰村、翻身村、永红村、常福村、新红村、福圩村、方浜村、小山村、五新村、压路机村、蜂蚁村、东联村、光明村、小义村、中泾村和常隆村。